# Vehkajärvi (sjö i Vesanto, Norra Savolax)
Vehkajärvi är en sjö i kommunen Vesanto i landskapet Norra Savolax i Finland. Den är 3,9 meter djup. Arean är 37 hektar och strandlinjen är 4,12 kilometer lång. Sjön  ingår i Kymmene älvs huvudavrinningsområde.   Den ligger omkring 55 kilometer väster om Kuopio och omkring 310 kilometer norr om Helsingfors. 